# Зиммерн (Вестервальд)
Зиммерн (нем. Simmern) — община в Германии, в земле Рейнланд-Пфальц.
Входит в состав района Вестервальд. Подчиняется управлению Монтабаур. Население составляет 1426 человек (на 31 декабря 2010 года). Занимает площадь 9,08 км².